# Radiación no ionizante

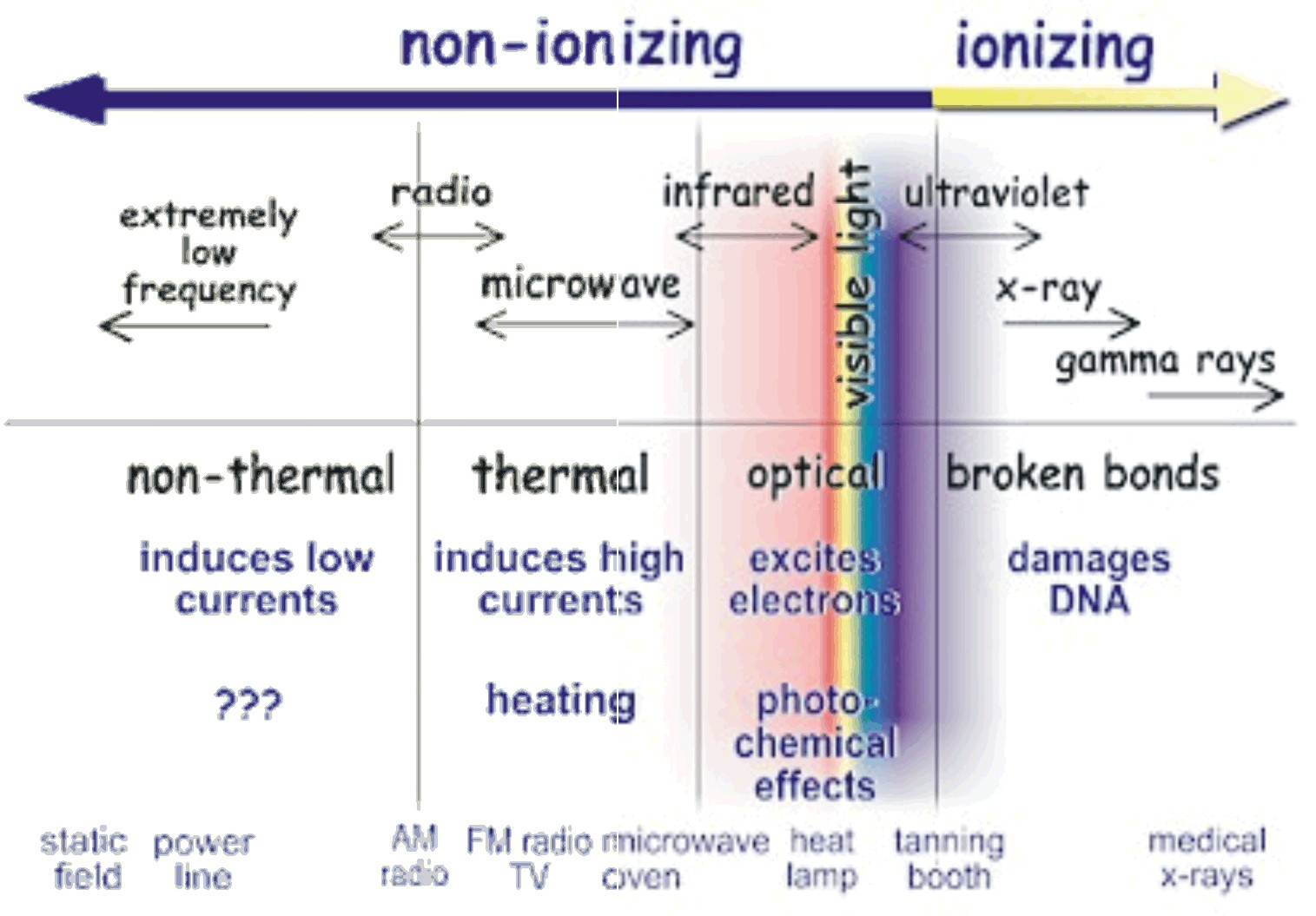
Radiaciones ionizantes y no ionizantes en el espectro.

Se entiende por radiación no ionizante aquella onda o partícula que no es capaz de arrancar electrones de la materia que ilumina produciendo, como mucho, excitaciones electrónicas. Ciñéndose a la radiación electromagnética, la capacidad de arrancar electrones (ionizar átomos o moléculas) vendrá dada, en el caso lineal, por la frecuencia de la radiación, que determina la energía por fotón, y en el caso no lineal también por la "fluencia" (energía por unidad de superficie) de dicha radiación; en este caso se habla de ionización no lineal. 
Así, atendiendo a la frecuencia de la radiación serán radiaciones no ionizantes las frecuencias comprendidas entre las frecuencias bajas o radiofrecuencias y el ultravioleta aproximadamente, a partir del cual (rayos X y rayos gamma) se habla de radiación ionizante. En el caso particular de radiaciones no ionizantes por su frecuencia pero extremadamente intensas (únicamente los láseres intensos) aparece el fenómeno de la ionización no lineal siendo, por tanto, también ionizantes.
La emisión de neutrones termales corresponde a un tipo de radiación no ionizante tremendamente dañina para los seres vivientes. Un blindaje eficiente lo constituye cualquier fuente que posea hidrógeno, como el agua o los plásticos, aunque el mejor blindaje de todos para este tipo de neutrones, al igual que en la emisión de neutrones lentos, son: el cadmio natural(Cd), por captura reactiva, y el Boro (B), por reacciones de transmutación. Para este tipo de radiación los materiales como el plomo, acero, etc. son absolutamente transparentes.

## Interacción con la materia
El término radiación no ionizante hace referencia a la interacción de ésta con la materia; al tratarse de frecuencias consideradas 'bajas' y por lo tanto también energías bajas por fotón, en general, su efecto es potencialmente menos peligroso que las radiaciones ionizantes. 
La frecuencia de la radiación no ionizante determinará en gran medida el efecto sobre la materia o tejido irradiado. Por ejemplo, las microondas hacen orientarse a las moléculas polares del agua, como resultado de esta alternativa orientación y desorientación la molécula vibra, haciendo que se caliente. La región infrarroja también excita modos vibracionales; esta parte del espectro corresponde a la llamada radiación térmica. Por último la región visible del espectro por su frecuencia es capaz de excitar electrones, sin llegar a arrancarlos, esto es, ionizar el átomo correspondiente.

## Riesgos y protección

Señal de riesgo por radiación no ionizante.

La exposición a flujo de neutrones, provenientes de fuentes selladas de elementos radiactivos, conjuntamente con emisores de neutrones como cadmio y berilio, requiere de medidas radiológicas de extrema importancia.
Aunque por sus características este tipo de radiación no es capaz de alterar químicamente la materia, la exposición a ella, fundamentalmente frecuencias ópticas (infrarrojo, visible, ultravioleta), presenta una serie de riesgos, fundamentalmente para la visión, que deben tenerse en cuenta. Internacionalmente, entre otros, la ICNIRP (International Commission for Non Ionizing Radiation Protection) es el organismo responsable de las recomendaciones para la protección frente a estas radiaciones, elaborando protocolos de protección frente a, por ejemplo, radiación láser no ionizante o frente a fuentes de banda ancha.
La radiación óptica (no ionizante) puede producir hasta cinco efectos sobre el ojo humano: quemaduras de retina, fotorretinitis o Blue-Light Hazard, fotoqueratitis, fotoconjuntivitis e inducir la aparición de cataratas. También produce efectos negativos sobre la piel. Aunque se ha especulado sobre efectos negativos no térmicos (es decir, excluyendo el calentamiento del tejido vivo) sobre la salud provocados por radiaciones de baja frecuencia y microondas, no se han encontrado hasta la fecha evidencias científicas de este hecho.